# Coronado
Coronado (Ipapizas, Hichachapa), grupa plemena i njihovih jezika klasificirana porodici Zaparoan, i nastanjenih na rijekama Bobonaza i Pastaza u Peruu i Ekvadoru. Coronado Indijanci čine uz Andoa i Zaparo, jednu od tri glavnih grana porodice Zaparoan. Coronado se dijele na Prave Coronado ili Ipapiza Indijance među kojima postoji više lokalnih skupina i dijalekata (Chudavinas, Miscuara i Tarokeo) s rijeke Pastaze i Oa Indijance s donjeg toka rijeke Bobonaza. Ne smije ih se brkati s Coronadima koji su u 17. stoljeću otkriveni na rijeci Coca. 